# Forvo
Forvo(포보, 또는 포르보)는 여러 가지 다른 언어의 단어의 발음을 들을 수 있는 사이트이다. 2007년에 공동 창업자인 이스라엘 론돈의 아이디어로 2008년에 만들어졌다. 사이트는 스페인 산세바스티안에 있는 Forvo Media SL의 소유이며 가장 큰 발음 가이드 웹사이트라고 말하고 있다. 2013년에는 타임지가 선정한 50개의 웹사이트에도 이름을 올렸다.
'Lingua Libre'라는 Forvo의 자유 오픈 소스 대안이 있다. Lingua Libre는 빠르게 성장하고 있으며 2021년 11월 현재 609,000개 이상의 녹음 자료들을 보유하고 있다. Lingua Libre는 개인과 회사가 모든 발음을 자유롭게 다운로드할 수 있도록 한다.. 언어 학습자는 Lingua Libre에서 오디오를 다운로드하여 GoldenDict에서 "발음 사전"으로 사용할 수 있다. 이에 비해 Forvo는 GoldenDict에서 사용할 수 있지만 고가의 API 키를 구매해야 한다.

## 이용 방법
Forvo는 회원 가입만 하면 누구나 발음을 올릴 수 있으며, 좋은 품질의 발음이 사이트의 리스트에 우선적으로 오를 수 있게 각 클립의 상태가 좋은지 나쁜지를 표시할 수 있는 투표 권한도 가지고 있다. 또한 각 발음은 사용자들이 검토하여 수정할 수 있다.
Forvo는 발음을 녹음하기 위하여 사유 소프트웨어인 어도비 플래시를 사용한다.
Forvo는 발음을 다른 사이트에 공유하기 위한 API를 가지고 있다.

## 단어를 등록하기 위한 권장사항
Forvo는 간단한 단어를 등록하길 권장하나 그들의 권장사항과 정책에서 몇몇 예외를 쉽게 찾을 수 있다.

## 비판
정책을 만족하지 않으면 익명의 사용자가 어떤 통보도 없이 일방적으로 발음을 삭제할 수 있다. 또한 Forvo는 비속어를 등록하는데 아무런 제약사항이 없다.

## 같이 보기
- Common Voice